# Isjak Razzakov
Isjak Razzakovich Razzakov (en kirguís: Исхак Раззакович Раззаков, romanizado: Iskhak Razzakovich Razzakov; 25 de octubre de 1910 – 18 de marzo de 1979) fue un político soviético de etnia kirguís que ejerció como el primer secretario del Partido Comunista de la RSS de Kirguistán desde el 7 de julio de 1950 hasta el 9 de mayo de 1961.

## Biografía

### Primeros años
Razzakov nació en Khorāsān el 25 de octubre de 1910. A la edad de tres años perdió a su madre y dos años después a su padre, por lo que en 1918 sus familiares lo enviaron a un orfanato en Leninabad. En 1931 se graduó de la Escuela Técnica Pedagógica de Taskent, y del Instituto Pedagógico de Moscú en 1936.

### Ascenso a la política y liderazgo
De 1945 a 1950, fue presidente del Consejo de Comisarios del Pueblo (jefe de gobierno) de la República Socialista Soviética de Kirguistán. En 1950, fue nombrado primer secretario del Partido Comunista de la RSS de Kirguistán.
Razzakov jugó un papel importante en la formación de la RSS de Kirguistán. La actual universidad estatal de Kirguistán, el instituto politécnico y el instituto pedagógico de la mujer kirguisa se construyeron durante su tiempo en el gobierno. La República Socialista Soviética de Kirguistán experimentó importantes mejoras culturales durante su mandato. En su época se pusieron en funcionamiento 20 importantes objetos de la industria nacional. También se construyeron la planta agrícola Frunze y la carretera de la montaña Osh.

### Últimos años
En la década de 1960, perdió el favor de Jrushchov y fue perseguido. Se mudó a Moscú con su familia y murió el 18 de marzo de 1979 en la ciudad.